# Nationaal park Cutervo
Het Nationaal park Cutervo is het oudste nationaal park van Peru. Het park werd geopend op 8 september 1961 door het Peruviaanse gouvernement. De maker van het park was de Peruviaanse bioloog Salomon Vilchez Murga (1907 - 1993). Toen het park werd geopend besloeg het ongeveer 25 km², wat is uitgebreid tot 82 km². Het park is gelegen in de provincie Cutervo en in de regio Cajamarca.
In het park leven enkele bedreigde diersoorten als de jaguar, de ocelot, de brilbeer, de langstaartotter, de bergtapir en de rode rotshaan.